# Élection présidentielle américaine de 1996 en Géorgie
 (septembre 2024).
L'élection présidentielle américaine de 1996 en Géorgie a lieu le 5 novembre 1996 comme dans les 49 autres États qui composent les États-Unis. Les électeurs géorgiens choisissent des grands électeurs pour les représenter dans le collège électoral à travers un vote populaire. La Géorgie dispose en 1996 de 13 grands électeurs. L'État donne l'ensemble de ses grands électeurs au candidat du Parti républicain, l'ancien sénateur du Kansas Bob Dole. 
Le candidat vainqueur de ce scrutin dans tout le pays sera néanmoins le président démocrate sortant, Bill Clinton qui débutera un second mandat à la présidence des États-Unis le 20 janvier 1997. 